# Vavelska stolnica
Kraljeva nadškofovska bazilika svetih Stanislava in Vaclava na griču Vavel (polj. Królewska Bazylika Archikatedralna śś. Stanisława i Wacława na Wawelu), znana tudi kot Vavelska stolnica (polj. Katedra Wawelska), je rimskokatoliška cerkev in stolnica Krakovske nadškofije na hribu Vavel v Krakovu na Poljskem. Poljsko narodno svetišče, staro več kot 900 let, je tradicionalno služilo kot kronanje poljskih vladarjev.
 Karol Wojtyla, ki je leta 1978 postal papež Janez Pavel II., je dan po duhovniškem posvečenju 2. novembra 1946 v kripti stolnice opravil prvo mašniško duhovniško službo, v stolnici pa je bil 28. septembra posvečen za krakovskega pomožnega škofa 1958.
Sedanja gotska stolnica je tretja stavba na tem mestu: prva je bila zgrajena in uničena v 11. stoletju; drugo, zgrajeno v 12. stoletju, je leta 1305 uničil požar. Sedanjo so začeli graditi v 14. stoletju po ukazu škofa Nankerja.

## Lega
Stolnica stoji zunaj starega mesta Krakov na apnenčasti tvorbi, imenovani Vavelski hrib, ki se dviga približno 25 metrov nad levim bregom reke Visle. Na ploščadi hriba, zaščitena z visokimi zidovi in stolpi kot trdnjava, je stolnica del raznolike arhitekturne zasedbe, ki se je skozi stoletja osredotočala na srednjeveško rezidenco poljskih vojvod in kraljev – grad Vavel - in okoli stolnice. Kraj, katerega poseben položaj poudarja njegova povišana lega visoko nad mestom, je za Poljsko še posebej pomemben, saj je bil vladarjeva rezidenca od 11. do 16. stoletja in s tem središče posvetne oblasti ter hkrati prebivališče škofa iz Krakova in skozi stolnico je bilo središče duhovne moči, ki je postalo nacionalno svetišče kot pokop svetnikov, kraljev, knezov, škofov in junakov. Zato ni čudno, da je stolnica veljala za punčico očesa Jageloncev.

## Notranjost
Stolnica obsega glavno in stranski ladji, transept, kor z dvojnima prehodoma in apsido z ambulatorijem in sevalnimi kapelicami. Glavni oltar v apsidi je okoli leta 1650 ustanovil škof Piotr Gembicki, ustvaril pa ga je Giovanni Battista Gisleni. Oltarna slika Križani Kristusii avtorja Marcina Blechowskega je iz 17. stoletja. Nad glavnim oltarjem stoji visok baldahin iz črnega marmorja, podprt s štirimi stebri, ki sta jih med letoma 1626 in 1629 zasnovala Giovanni Battista Trevano in Matteo Castelli. Pod baldahinom je srebrna krsta narodnega zavetnika Stanislausa Szczepanówskega, izdelana med letoma 1669-1671, potem ko so Švedi leta 1655 ukradli prejšnjo (ki jo je leta 1512 podaril kralj Sigismund I. Starejši).
|  |  |  |  |  |  |

### Sigismundova kapela
Sigismundova kapela ali Zygmuntova kapela (Kaplica Zygmuntowska), ki meji na južno steno stolnice, je eden najpomembnejših del arhitekture v Krakovu in morda »najčistejši primer renesančne arhitekture zunaj Italije.« Financiral jo je Sigismund I. Starejši med letoma 1517 in 1533, zgradil Bartolommeo Berrecci, firenški renesančni arhitekt, ki je večino svoje kariere preživel na Poljskem.
V kvadratni kapeli z zlato kupolo so grobnice njenega ustanovitelja in njegovih otrok, kralja Sigismunda II. Avgusta in Ane Jagelo.
|  |  |  |  |  |  |

## Kraljeva kapela in kripta
Vavelska stolnica je od 14. stoletja glavno pokopališče poljskih monarhov. Kot taka je bila sčasoma bistveno razširjena in spremenjena, saj so posamezni vladarji dodali več grobnih kapel.
V kriptah pod stolnico so grobnice poljskih kraljev, narodnih herojev, generalov in revolucionarjev, vključno z vladarji poljsko-litovske zveze, kot so: Jan III. Sobieski in njegova soproga Maria Kazimiera; posmrtni ostanki Tadeusza Kościuszka, vodje poljske državne vstaje in brigadnega generala v ameriški revolucionarni vojni; Władysław Sikorski, predsednik poljske vlade v izgnanstvu in vrhovni poveljnik poljskih oboroženih sil; maršal Józef Piłsudski, ustanovitelj Druge poljske republike. Papež Janez Pavel II. je v kripti svetega Leonarda obhajal svojo prvo mašo. Nekoč je mislil, da bo tudi pokopan v stolnici, medtem ko so nekateri prebivalci Poljske upali, da bodo njegovo srce po starodavnih navadah pripeljali tja in ga obdržali ob ostankih velikih poljskih vladarjev. (Janez Pavel II. je bil pokopan pod baziliko sv. Petra, papeškem pokopališču že od antike.)

### Kripta narodnih pesnikov
Tu so pokopani narodni bardi: Adam Mickiewicz (tam počiva od leta 1890) in Juliusz Słowacki (1927).

## Pomembne grobnice
| Kralji |  | Svetniki |
| --- |  | --- |
| - Vladislav I. Poljski - Kazimir III. Poljski - Jadviga Poljska - Vladislav II. Poljski - Kazimir IV. Poljski - Jan I. Albreht - Sigismund I. Starejši - Sigismund II. Avgust - Štefan Báthory - Ana Jagelo - Sigismund III. Poljski - Vladislav IV. Poljski - Ivan II. Poljski - Michał Korybut Wiśniowiecki - Jan III. Sobieski - Avgust Močni |  | - Stanisław Szczepanowski - Jadviga Drugi - Elizabeta Bonifacia - Adam Stefan Sapieha - Tadeusz Kościuszko - Józef Piłsudski - Władysław Eugeniusz Sikorski - Józef Antoni Poniatowski - Adam Mickiewicz - Lech Kaczyński in Maria Kaczynska - Juliusz Słowacki - Cyprian Kamil Norwid (zemlja iz njegovega groba v Franciji) |

## Galerija
- Sigismundov stolp, v katerem je Sigismundov zvon
- Zakladnica
- Vitražno okno v kapeli Svete Trojice
- Sarkofag Jadvige Poljske
- Spomenik Tadeuszu Kościuszku